# Berlin-Wannsee (stacja kolejowa)
Berlin-Wannsee – stacja kolejowa położona w południowo-zachodnim Berlinie, w dzielnicy Steglitz-Zehlendorf. Obsługuje ruch międzynarodowy, regionalny oraz S-Bahn.